# Leucobryum chevalieri
Leucobryum chevalieri är en bladmossart som beskrevs av Jules Cardot och Thériot 1911. Leucobryum chevalieri ingår i släktet Leucobryum och familjen Dicranaceae. Inga underarter finns listade i Catalogue of Life.